# Giuseppe Gabriel Balsamo-Crivelli
Giuseppe Gabriel Balsamo-Crivelli (Milão, 1 de setembro de 1800 – Pavia, 15 de novembro de 1874) foi um naturalista italiano.
Em 1851, tornou-se  professor de mineralogia e de zoologia na Universidade de Pavia e, em 1863, professor de zoologia e anatomia comparada. 
Balsamo-Crivelli interessou-se pelo vasto domínio da história natural, porém, ficou conhecido pela identificação do fungo causador da doença muscardina que ataca o bicho-da-seda (Beauveria bassiana).

## Obra
- Di alcuni Spongiari del Golfo di Napoli. Atti Soc. Ital. Sci. Nat. 5 : 284-302 pls 4-6 1863.